# P22 (Letland)
De P22 is een regionale weg in Letland. De weg loopt van Valka naar Rūjiena en is 51,2 kilometer lang. In Valka sluit de weg aan op de A3 naar Tartu en Riga.
P1 · 
P2 · 
P3 · 
P4 · 
P5 · 
P6 · 
P7 · 
P8 · 
P9 · 
P10 · 
P11 · 
P12 · 
P13 · 
P14 · 
P15 · 
P16 · 
P17 · 
P18 · 
P19 · 
P20 · 
P21 · 
P22 · 
P23 · 
P24 · 
P25 · 
P26 · 
P27 · 
P28 · 
P29 · 
P30 · 
P31 · 
P32 · 
P33 · 
P34 · 
P35 · 
P36 · 
P37 · 
P38 · 
P39 · 
P40 · 
P41 · 
P42 · 
P43 · 
P44 · 
P45 · 
P46 · 
P47 · 
P48 · 
P49 · 
P50 · 
P51 · 
P52 · 
P54 · 
P55 · 
P56 · 
P57 · 
P58 · 
P59 · 
P60 · 
P61 · 
P62 · 
P63 · 
P64 · 
P65 · 
P66 · 
P67 · 
P68 · 
P69 · 
P70 · 
P71 · 
P72 · 
P73 · 
P74 · 
P75 · 
P76 · 
P77 · 
P78 · 
P79 · 
P80 · 
P81 · 
P82 · 
P83 · 
P84 · 
P85 · 
P86 · 
P87 · 
P88 · 
P89 · 
P90 · 
P91 · 
P92 · 
P93 · 
P94 · 
P95 · 
P96 · 
P97 · 
P98 · 
P99 · 
P100 · 
P101 · 
P102 · 
P103 · 
P104 · 
P105 · 
P106 · 
P107 · 
P108 · 
P109 · 
P110 · 
P111 · 
P112 · 
P113 · 
P114 · 
P115 · 
P116 · 
P117 · 
P118 · 
P119 · 
P120 · 
P121 · 
P122 · 
P123 · 
P124 · 
P125 · 
P126 · 
P127 · 
P128 · 
P129 · 
P130 · 
P131 · 
P132 · 
P133 · 
P134 · 
P135 · 
P136